# C/1556 D1
C/1556 D1 – kometa najprawdopodobniej jednopojawieniowa, którą można było obserwować gołym okiem w 1556 roku.

## Odkrycie i obserwacje komety
Kometa została zaobserwowana po raz pierwszy w marcu 1556 roku. 22 kwietnia tegoż roku przeszła przez peryhelium. Widziano ją gołym okiem i łączono z różnymi nieszczęściami, które stały się udziałem współczesnych.

## Orbita komety
C/1556 D1 porusza się po orbicie w kształcie paraboli o mimośrodzie 1. Peryhelium znajdowało się w odległości 0,49 j.a. od Słońca. Nachylenie orbity tej komety do ekliptyki wynosiło 32,37˚.